# Linux-libre
Linux-libre és una versió modificada del nucli de Linux que no conté blobs binaris, codi ofuscat o codi alliberat sota llicències propietàries. Aquests s'utilitzen principalment per a imatges de microprogramari propietari dins del kernel de Linux. Tot i que generalment es pot redistribuir, els blobs binaris no donen a l'usuari la llibertat d'auditar, modificar o, en conseqüència, redistribuir les seves versions modificades. Linux-libre és el Kernel que segueix les directrius de la FSF, essent el maquinari reconegut i compatible molt restringit.
Des de 1996 hi ha constància que al nucli de Linux s'ha inclòs codi no lliure. Ututo i gNewSense consten com les primeres distribucions Linux que feren una tasca inicial de neteja del nucli Linux, posteriorment Jeff Moe va anunciar Linux-libre. El febrer de 2008 es convertí en un projecte mantingut per la FSF d'Amèrica Llatina. El 2012, es convertí en part del Projecte GNU. Actualment, es manté en sincronització amb la línia principal del nucli Linux.

## Distribucions
Distribucions que han entregat el kernel sense codi propietari.
- Ututo: Llançament inicial 16 d'octubre de 2000, darrer llançament 27 d'abril de 2012.
- Dyne:bolic: Llançament inicial 15 de març 2005, darrer llançament 8 de setembre de 2011.
- gNewSense: Llançament inicial 2 novembre 2006, darrer llançament 2 maig 2016.
- Guix. Tot i ser una distribució, el seu valor radica en aportar un gestor de paquets que segueix les directrius de la FSF. Llançament inicial novembre de 2012, distribució activa.[3]

Distribucions que s'han entregat amb el kernel Linux-Libre.
- Dragora: Llançament inicial 13 de març de 2009, distribució activa.
- Hyperbola: Llançament inicial 15 d'abril de 2017, distribució activa.
- Parabola: Llançament inicial 26 d'octubre de 2009, distribució activa.
- PureOS: Llançament inicial 19 de novembre de 2021, distribució activa.
- Trisquel: Llançament inicial 30 de gener de 2007, distribució activa.[3][4]